# Colle d'Anchise
Colle d'Anchise là một đô thị ở tỉnh Campobasso trong vùng Molise thuộc nước Ý, có vị trí cách khoảng 14 km về phía tây nam của Campobasso. Tại thời điểm ngày 31 tháng 12 năm 2004, đô thị này có dân số 809 người và diện tích là 15,8 km².
Colle d'Anchise giáp các đô thị: Baranello, Bojano, Campochiaro, San Polo Matese, Spinete, Vinchiaturo.